# Armand Lapointe
Pour les articles homonymes, voir Lapointe.
Amant Théodore Lapointe, dit Armand Lapointe, est un romancier, auteur dramatique et journaliste français, né le 1er mai 1822 à Paimbœuf et mort le 5 mars 1910 à Paris 9e,,,, à l'âge de 88 ans.
Il est le fils de François-Sébastien Lapointe et d’Henriette-Joséphine Mabon, l’époux de Marie-Joséphine Seugner, il est le père de Marie Lapointe, artiste peintre, qui meurt à l’âge de 25 ans le 8 février 1890 à Paris 9e

## Biographie
Il est un auteur populaire prolifique dans les années 1850-1890 et est encore manifestement connu à l'époque de sa mort.
Sous le second Empire ses comédies ont été jouées à Paris, au Théâtre des Variétés et son opéra bouffe a été produit au Théâtre des Bouffes-Parisiens. À partir des années 1860, Lapointe s'est consacré principalement à l'écriture de romans. Il était un ami de Gustave Aimard, avec lequel il fréquentait la Goguette du Poulet sauté, qui lui dédicaça un livre en 1876.

## Œuvre

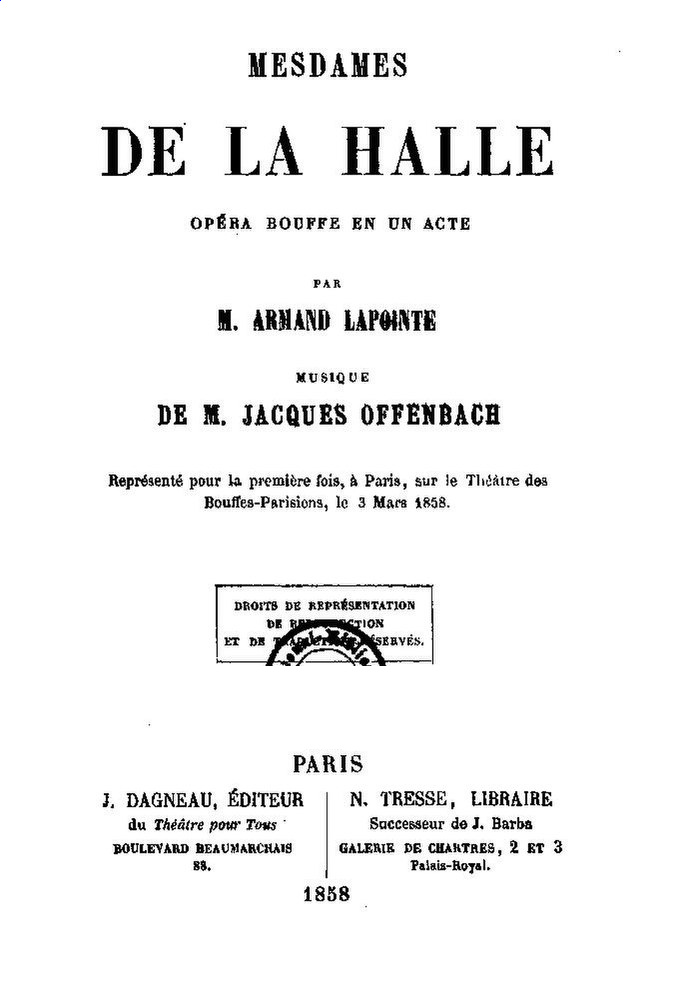
Couverture du livret de Mesdames de la Halle, 1858.

- La Course à la veuve, folie-vaudeville en 1 acte, 1852
- Les Drames du foyer, avec F. de Reiffenberg fils, 1853
- Les Moustaches grises, vaudeville en 1 acte, avec Achille Bourdois et Émile Colliot, 1853
- Le Mari par régime, comédie-vaudeville en 1 acte, avec Bourdois et Colliot, 1853
- Mélez-vous de vos affaires, vaudeville en un acte, avec Bourdois et Colliot), 1853, réed. 1854
- Un provincial qui se forme, comédie-vaudeville en un acte, avec Colliot et H. Mareuge, Beck, 1854
- A la recherche d'un million, comédie-vaudeville en un acte, avec Colliot et H. Mareuge, Beck, 1854
- Le Bazar européen, revue-vaudeville en 1 acte, 1856, réed. 1857
- Avez-vous besoin d'argent ?, parodie de La Question d'argent, avec Paul Siraudin et Bourdois, 1857
- Dalila et Samson, histoire en 5 feuillets, mêlés de couplets, avec Eugène Grangé, 1857, réed. 1858
- Faust et Framboisy, drame burlesque en 3 actes et 11 tableaux, avec Bourdois, 1858
- Mesdames de la Halle, opéra bouffe en 1 acte, musique de Jacques Offenbach, avec Josef Heinzelmann, 1858, réed. 1869
- Les Deux Maniaques, comédie-vaudeville en 1 acte, avec Colliot et Adolphe Choler, 1859
- Les Dames de Cœur-Volant, opéra-bouffe en 1 acte, avec Bourdois, 1859
- Les Parisiennes. La Comtesse Jeanne, 1860, réed. 1869
- Voyage à la recherche du bonheur, 1865 (in Le Musée des familles, no 15)
- La Dernière Douairière, 1868 (publié en feuilletons)[Où ?]
- Les Flibustiers du grand monde, 1870
- La Vie parisienne, 1875
- La Chasse aux fantômes, 1876
- Les Déserts africains : aventures extraordinaires d'un homme, d'un singe et d'un éléphant, avec Henri de Montaut, 1878
- Les Rivalités : le docteur Jacques Hervey, 1878
- Bataille d'amoureuses, 1879
- Reine du faubourg, 1880
- Reine coquette, 1881
- L'Abandonnée, 1881 (publié en feuilletons dans Le Petit Parisien à partir du 9 décembre 1876)
- Le Cousin César, 1882, réed. 1883 (préface de Jules Claretie)
- Feu Robert-Bey, 1884
- La Princesse : roman parisien, 1884
- Le Roman d'un médecin, 1884, réed. 1890, coll. « Les maîtres du roman »
- Madame Margaret : histoire parisienne, Plon, 1885
- L'Enjôleuse, 1886
- Les Galères de l'amour, 1886
- Les Mémoires de Valentin, 1887
- La Fille repentie, 1888
- Reine de nuit, 1888
- Les Étoiles filantes, roman parisien, 1889
- Le Don Quichotte de la mer, aventures de terre et de mer, 1889
- Petite guerre, comédie de salon en 1 acte, 1894
- Les Sept hommes rouges, 1896
- Le Fils du Boër, 1901
- Le Bonhomme misère, Plon